# Sepsis secunda
Sepsis secunda är en tvåvingeart som först beskrevs av Axel Leonard Melander och Arnold Spuler 1917.  Sepsis secunda ingår i släktet Sepsis och familjen svängflugor. Inga underarter finns listade i Catalogue of Life.